# Астарот Карнајимски
Астарот Карнајимски (хебр. עַשְׁתְּרֹת /ăsh'tēroth kärnā'im/, „дворога Астарта“) је био древни библијски град, који се, по неким претпоставкама, налазио неких тридесетак километара југозападно од Адре и Абиле. Претпоставља се да је назван по Астарти, чувеној богињи Асираца и Феничана, а да придев „Карнајимски“ указује на рогове у облику полумесеца који су се налазили на глави споменутог божанства.
Према Књизи постања (14:5), у овом граду су својевремено живели Рафаји.
Могуће да је идентичан са Карнајином из Прве (5:26,43,44) односно са Карнионом из Друге књиге о Макабејцима (12:21,26), премда о том питању има неслагања.
Стефан Византинац такође спомиње некакву Астарту (Ἀστάρτη), која се раније звала Амана, а од времена Птолемеја II Филаделфа Филаделфија.
Такође, очигледно је да раније постојала двојба око тога да ли су Астарот краља Ога и Астарот Кирнајимски у ствари једно те исто место, или се ради о два засебна места. Тим проблемом се позабавило неколико научника, међу којима вреди истаћи следеће. У свом раду De Melecheth des Hemels на стр. 37, Абрахам Кунен (хол. Abraham Kuenen) сматра да се ради о два засебна места и да у складу с тим треба читати „Астарот и Карнајим“ (Ἀσταρὼθ καὶ Καρναΐν). Међутим, како тврди Вилијам Робертсон Смит (енгл. William Robertson Smith), истоветност доцнијег Карнајина односно Карниона са Астаротом (или Вестером, хебр. בְּעֶשְׁתְּרָה //, у преводу „Астартин дом“) (ИНав.:21:27) потврђује сведочанство о τέμενος’у односно храму из Прве књиге о Макабејцима (5:43.). Међутим, Џорџ Гроув (енгл. George Grove) сматра да чињенице које би могле ићи у прилог таквој тврдњи противрече истој из следећих разлога:
1. Као прво, придев „Карнајимски“ засигурно указује на некакву разлику, а чини се да је за време Макабејаца управо тај назив преовладао.
2. Као друго, чињеница је да су Еузебије и Хијероним, истина не сасвим јасно на први поглед, али свакако, истакли разлику између Астарота и Астарота-Кирнајимског овим речима: оκώμη μεγιστη της Ἀραβίας, односно vicus grandis in angulo Batanaeae.
3. У овом случају од извесног значаја је и тумачење самарићанског облика (Aphinith Karnaiah), као и арапског заступљеног код Садије Гаона. У случају Астарота, и самарићански и арапски облик слажу се са оригиналним, али зато Астарот Карнајимски звучи у потпуности другачије. Самарићански облик, Афинит, на први поглед, не чини се однекуд познатим. Међутим, облик који користи Садија, ел Санамејн (у преводу „два идола“), а који је чак и данас у употреби, тешко да се може односити на било које друго место осим на оно што се налази на путу за хаџилук, неких 25 километара од Дамаска.

## Одабрани извори и литература
Одабрани извори
Одабрана литература
- Hacket, H. B. (1868). Dictionary of the Bible: Comprising Its Antiquities, Biography, Geography, and Natural History. Hurd and Houghton. стр. 176—.
- Fleming, William (1838). A gazetteer of the Old and New Testaments: to which is added the natural history of the Bible. Edinburgh Printing and Publishing Company.
- Smith, William Robertson (1894). Religion of the Semites (Ppr). Transaction Publishers. ISBN 978-1-4128-3299-1.